# Адмоні Йоганн Григорович
Йоганн Григорович Адмо́ні (псевдонім — Адмоні-Красний; нар. 17 липня 1906, Дессау — пом. 5 вересня 1979, Ленінград) — російський радянський композитор і музичний педагог.

## Біографія
Народився 4 [17] липня 1906 року в місті Дессау (нині Дессау-Росслау, Німеччина). Протягом 1922—1926 років навчався на факультеті суспільних наук Ленінградського університету; у 1927—1931 роках — у Ленінградській консерваторії за класом композиції Максиміліана Штейнберга.
Після здобуття музичної освіти став музичним керівником та композитором драматичного театру у Вологді. У 1932—1933 роках очолював художню самодіяльність та районні театри молоді у Ленінграді. У 1934—1935 роках працював редактором на радіо; у 1937—1938 роках — референтом з музичного мовлення, директором та художнім керівником Концертного бюро Ленінградської філармонії; у 1939—1941 роках — музичним керівником Лендержестради.
У 1945—1947 роках працював викладачем у Ташкентській консерваторії; з 1949 року — викладачем композиції та керівником семінару композиторської самодіяльності при Ленінградському відділенні Спілки композиторів; у 1960—1967 роках — музичним керівником кіностудії «Леннаукфільм».
Помер у Ленінграді 5 вересня 1979 року. Похований у Санкт-Петербурзі на Преображенському єврейському цвинтарі.

## Творчість
Працював у жанрі камерно-вокальної музики, автор музики для театрів, кіно, радіо. Серед творів:
- опера «Трунар» (1935, за повістю «Трунар» Олександра Пушкіна);
- балети — «АО» (1936), «Війна з саламандрами» (1938, за романом «Війна з саламандрами» Карела Чапека), «Наташа Ростова» (1941, за Левом Толстим, незакінчений);
- перші дві частин вокальної поеми «Пісні серця» на слова Івана Франка («Чим пісня жива» та «В шинку»; переклад Михайла Рудермана і Михайла Ісаковського);
- камерна кантата для 2 голосів та фортепіано — «Живіше за всіх живих» (1960, про Володимира Леніна, слова радянських поетів);
- для фортепіано з оркестром — «Концерт» (1951);
- для фортепіано — «Характерні п'єси» (1952);
- для голосу та фортепіано — понад сто романсів, у тому числі:
  - на слова Олександра Блока більше 20: поема «Коло» (7 романсів), триптих Кармен, Ксюша, співай, Я пам'ятаю, Не сплять, Я пригвожден, Коршун, Я Гамлет та інші (1938—1950);
  - 3 балади з Пісень західних слов'ян Олександра Пушкіна: «Гайдук Хризич», «Влах у Венеції», «Похоронна пісня» (1940—1949);
  - «На порозі гість веселий…», «Дощ відшумів. Блакить ясніє», «Крізь дощ прорізалася смуга…» (слова Максима Рильського; переклад Марії Комісарової);
  - «Триптих» (1955, слова Адама Міцкевича);
  - вокальна поема в 13 піснях на вірші Генріха Гейне (1958);
  - балади на вірші сучасних ісландських поетів (1959);
  - романси на слова Роберта Бернза, Гуго Гофмансталя, Стефана Георге та інших;
  - «Триптих про Революцію» (1971, слова радянських поетів).

музика до фільмів
- 1961 — «Планета штормів»;
- 1963 — «Олександр Ульянов» (документальний);
- 1964 — «Проста лінія олівця» (документальний);
- 1965 — «Скульптурний портрет» (документальний).

У 1925—1935 роках виступав як музичний критик та рецензент в ленінградській періодичній пресі, зокрема у «Новой вечерней газете», журналі «Искусство трудящихся» та інших.